# Пакт са вуковима
Пакт са вуковима (фр. Le Pacte des loups) је француски филм из 2001. Главне улоге играју: Самуел ле Бијан, Венсан Касел Емили Декен, Моника Белучи и Марк Дакаскос.

## Радња
Филмска прича из времена Луја XV реконструишући необичан француски мит о звери из села Жеводан помало улази у домен политике. Регуларна војска и групе ловаца крећу у хајку на звер после неколико њених крвавих напада. И поред великих и опсежних акција не успевају да се приближе лукавој звери. Вест о овоме долази и до политички нестабилног краља који шаље у Жеводан бриљантног и луцидног научника да истражи и пронађе звер не би ли повратио углед Версају...

## Улоге
- Самуел ле Бијан - Грегоар де Фронсак
- Венсан Касел - Жан Франсоа де Моранжја
- Емили Декен - Маријан де Моранжја
- Моника Белучи - Силвија
- Жереми Реније - Томас Дапше
- Марк Дакаскос - Мани
- Жан Јан - гроф де Моранжја
- Жан Франсоа Стевнин - Анри Сардис
- Жак Перин - Томас, маркиз Дапше (стари)
- Едит Скоб - Женевјев де Моранжја
- Жоан Лезен - Антоан де Ботерн
- Бернар Фарси - Лафонт
- Ханс Мајер - маркиз Дапше
- Виржини Дармон - Ла Бавард
- Филип Наон - Жан Шател
- Ерик Прат - капетан Дијамел
- Жан Луп Волф - војвода де Монкан
- Гаспар Улијел - Луи